# First Aid Kit
First Aid Kit is een Zweeds folkduo dat bestaat uit de zussen Johanna (geboren 1990) en Klara (geboren 1993) Söderberg. Ze maken voornamelijk akoestische nummers die worden gekenmerkt door tweestemmigheid en het folkkarakter.

## Biografie
Geïnspireerd door onder andere Fleet Foxes en Joanna Newsom begonnen de zussen in 2007 met het schrijven van hun eigen muziek. De meiden waren nog tieners toen ze op YouTube een cover van de Tiger Mountain Peasant Song van Fleet Foxes plaatsten. Het filmpje werd een regelrechte hit en betekende de doorbraak voor het Zweedse duo. Ook de sociale media Myspace en Facebook spelen een belangrijke rol in de groeiende populariteit van het tweetal.
In de zomer van 2007 genoot het nummer Tangerine veel airplay op de Zweedse radio. Het nummer stond op de debuut-cd Drunken Trees, een ep met 8 tracks die in april 2008 uitkwam. Deze ep werd eerst uitgebracht door Rabid Records en een jaar later door het Engelse Wichita Records dat er vier nummers aan toevoegde.
Op 25 januari 2010 kwam het eerste officiële album The Big Black & The Blue uit. Met het repertoire van deze twee cd's gingen de meiden in de zomer van 2010 toeren in onder andere Europa, de Verenigde Staten en Canada.
Op 10 juni 2014 verscheen hun derde studioalbum Stay Gold en half augustus 2014 speelden ze op het Lowlands-festival. De single My Silver Lining kreeg in 2015 aandacht, toen het gebruikt werd voor de reclame van Renault Kadjar. Het werd een top 10-hit in Vlaanderen. Augustus 2017 stonden de dames voor de tweede keer op Lowlands, waar ze, naast een eigen set, enkele nummers samen met Mumford and Sons ten gehore brachten.
19 januari 2018 brachten ze hun vierde album uit, getiteld Ruins.

## Discografie

### Albums
| Album met eventuele hitnotering(en) in de Nederlandse Album Top 100 | Datum van verschijnen | Datum van binnenkomst | Hoogste positie | Aantal weken | Opmerkingen |
| ------------------------------------------------------------------- | --------------------- | --------------------- | --------------- | ------------ | ----------- |
| Drunken trees                                                       | 09-04-2008            | -                     |                 |              | ep          |
| The big black and the blue                                          | 25-01-2010            | -                     |                 |              |             |
| The lion's roar                                                     | 20-01-2012            | 28-01-2012            | 41              | 5            |             |
| Stay gold                                                           | 06-06-2014            | 14-06-2014            | 9               | 48           |             |
| Ruins                                                               | 19-01-2018            | 27-01-2018            | 10              | 4            |             |

| Album met hitnotering(en) in de Vlaamse Ultratop 200 albums | Datum van verschijnen | Datum van binnenkomst | Hoogste positie | Aantal weken | Opmerkingen |
| ----------------------------------------------------------- | --------------------- | --------------------- | --------------- | ------------ | ----------- |
| The lion's roar                                             | 2012                  | 04-02-2012            | 30              | 14           |             |
| Stay gold                                                   | 2014                  | 14-06-2014            | 30              | 60           |             |
| Ruins                                                       | 2018                  | 27-01-2018            | 7               | 25           |             |
| Palomino                                                    | 2022                  | 12-11-2022            | 43              | 1*           |             |

### Singles
| Single met eventuele hitnotering(en) in de Nederlandse Top 40 | Datum van verschijnen | Datum van binnenkomst | Hoogste positie | Aantal weken | Opmerkingen                 |
| ------------------------------------------------------------- | --------------------- | --------------------- | --------------- | ------------ | --------------------------- |
| My silver lining                                              | 2014                  | 16-10-2015            | 33              | 7            | Nr. 50 in de Single Top 100 |

| Single met hitnotering(en) in de Vlaamse Ultratop 50 | Datum van verschijnen | Datum van binnenkomst | Hoogste positie | Aantal weken | Opmerkingen |
| ---------------------------------------------------- | --------------------- | --------------------- | --------------- | ------------ | ----------- |
| Emmylou                                              | 2012                  | 04-02-2012            | tip65           | -            |             |
| Blue                                                 | 2012                  | 02-06-2012            | tip55           | -            |             |
| Master pretender                                     | 2015                  | 14-02-2015            | tip66           | -            |             |
| My silver lining                                     | 2014                  | 16-01-2016            | 7               | 17           |             |
| It's a shame                                         | 2017                  | 14-10-2017            | tip24           | -            |             |
| Fireworks                                            | 2017                  | 13-01-2018            | tip19           | -            |             |
| Rebel heart                                          | 2018                  | 05-05-2018            | tip             | -            |             |
| Tender offerings                                     | 2018                  | 29-09-2018            | tip             | -            |             |
| Strange beauty                                       | 2019                  | 07-09-2019            | tip             | -            |             |

### NPO Radio 2 Top 2000
| Nummer met noteringen in de NPO Radio 2 Top 2000 | '15 | '16 | '17 | '18 | '19 | '20  | '21  | '22  | '23  | '24  |
| ------------------------------------------------ | --- | --- | --- | --- | --- | ---- | ---- | ---- | ---- | ---- |
| My Silver Lining                                 | 274 | 686 | 733 | 753 | 929 | 1090 | 1183 | 1063 | 1087 | 1236 |

1. ↑  Een vetgedrukt getal geeft de hoogste notering aan.
2. ↑  2015 was het eerste jaar met een notering voor dit nummer.

## Tracklist albums

#### Drunken Trees (2008)
1. Little Moon
2. You're Not Coming Home Tonight
3. Tangerine
4. Jagadamba You Might
5. Our Own Pretty Ways
6. Pervigilo
7. Cross Oceans
8. Tiger Mountain Peasant Song

#### The Big Black and the Blue (2010)
1. In the Morning
2. Hard Believer
3. Sailor Song
4. Waltz for Richard
5. Heavy Storm
6. Ghost Town
7. Josefin
8. Window Opens, A
9. Winter Is All over You
10. I Met Up with the King
11. Wills of the River

#### The Lion's Roar (2012)
1. The Lion's Roar
2. Emmylou
3. In the Hearts of Men
4. Blue
5. This Old Routine
6. To a Poet
7. I Found a Way
8. Dance to Another Tune
9. New Year's Eve
10. King of the World
11. Wolf

#### Stay Gold (2014)
1. My Silver Lining
2. Master Pretender
3. Stay Gold
4. Cedar Lane
5. Shattered & Hollow
6. The Bell
7. Waitress Song
8. Fleeting One
9. Heaven Knows
10. A Long Time Ago

#### Ruins (2018)
1. Rebel Heart
2. It's a Shame
3. Fireworks
4. Postcard
5. To Live a Life
6. My Wild Sweet Love
7. Distant Star
8. Ruins
9. Hem of Her Dress
10. Nothing Has to Be True